# مختار امینیان
محمدعلی (مختار)  امینیان لنگرودی (۱۳۰۵ - ۲۰ خرداد ۱۳۹۴) روحانی شیعه ایرانی، نماینده مردم گیلان در مجلس خبرگان رهبری و امام جمعه آستانه اشرفیه بود.

## تحصیلات
امینیان در روستای فتیده لنگرود متولد شد و در ۱۳۲۳ به حوزه علمیه قم رفت. وی از شاگردان سید حسین طباطبایی بروجردی، سید روح‌الله خمینی، محمدتقی بهجت، سید محمدحسین طباطبایی و سید مصطفی محقق داماد بود. 
او از هنگام تآسیس مجلس خبرگان رهبری تا پایان عمرش نمایندگی استان گیلان در این مجلس را برعهده داشت. از جمله دیگر مسئولیت‌های وی، مسئول نهاد نمایندگی رهبری در دانشگاه گیلان بود.

## درگذشت
صبح روز چهارشنبه ۲۰ خرداد ۱۳۹۴ به دلیل بیماری درگذشت.و در بخشی از صحن حرم حضرت سید جلال‌الدین اشرف آستانه اشرفیه دفن شد. دکتر محمد ساجدی داماد امینیان پس از وی به عنوان امام جمعه آستانه اشرفیه منصوب شد.